# Jon Milos
Jon Milos (rumänska: Ion Miloș), född 16 februari 1930 i Sutjeska, Kungariket Jugoslavien, död 4 december 2015 i Malmö, var en rumänskspråkig, jugoslavisk-svensk översättare och poet.

## Biografi
Jon Milos föddes år 1930 i byn Sutjeska, i den serbiska delen av det forna Banatet.
Milos blev en betydande poet inom det rumänska språkområdet. Han bosatte sig i Malmö 1964 och debuterade som svenskspråkig lyriker 1990 med diktsamlingen På fyra språk.
Milos översatte verk av många svenska författare till rumänska, kroatiska, makedonska och serbiska, däribland Artur Lundkvist, Maria Wine, Östen Sjöstrand, Lars Gustafsson, Lasse Söderberg, Lars Forssell, Tomas Tranströmer, Kjell Espmark, Gunnar Ekelöf och Torgny Lindgren. Därtill översatte han ett stort antal verk från dessa språk samt franska till svenska. Bland översättningarna till svenska märks verk av Miodrag Bulatović, Milorad Pavić samt Över höjderna (1989), ett urval av den rumänske poeten Mihai Eminescus diktning.